# Jonathan Parr
Jonathan Parr (Oslo, 1988. október 21. –) norvég válogatott labdarúgó hátvéd.

## Pályafutása

### Klubcsapatokban
Parr a norvégiai fővárosban, Osloban született. Az ifjúsági pályafutását helyi kluboknál kezdte, játszott például a Holmlia, a KFUM, a Hauger és a Lyn akadémiájánál is. 
2006-ban mutatkozott be a Lyn felnőtt csapatában. Először 2006. április 30-án, a Stabæk ellen 4–1-re elvesztett mérkőzésen lépett pályára. A 2006-os szezonban összesen 11-szer szerepelt a kezdőcsapatban. 2007 márciusában az Aalesundhoz igazolt. Első gólját 2007. július 29-én, a Sandefjord ellen 4–1-re megnyert találkozón szerezte. 2009-ben megnyerte a norvég kupát a klubbal. 2011. július 16-án a londoni székhelyű másodosztályban szereplő Crystal Palace együtteséhez szerződött. A 2011–12-es szezonban elnyerte az klub Év Játékosa díját. 2014. július 7-én két évre átigazolt a Ipswich Town csapatához.
2016. január 13-án 3½ éves szerződést kötött a Strømsgodset együttesével. Először a 2016. március 13-ai, Brann elleni mérkőzésen lépett pályára. Első gólját 2016. május 16-án, a Sarpsborg 08 ellen 4–0-ás győzelemmel zárult találkozón szerezte. 2022 januárjában bejelentette visszavonulását a profi labdarúgástól.

### A válogatottban
2010-ben debütált a norvég válogatottban. Először 2010. május 29-én, Montenegró elleni barátságos mérkőzésen lépett pályára.

## Statisztikák
| Klub           | Szezon   | Osztály        | Bajnokság | Bajnokság | Kupa  | Kupa | Nemzetközi | Nemzetközi | Összesen | Összesen |
| Klub           | Szezon   | Osztály        | Meccs     | Gól       | Meccs | Gól  | Meccs      | Gól        | Meccs    | Gól      |
| -------------- | -------- | -------------- | --------- | --------- | ----- | ---- | ---------- | ---------- | -------- | -------- |
| Lyn            | 2006     | Tippeligaen    | 11        | 0         | 1     | 0    | 2          | 0          | 14       | 0        |
| Aalesund       | 2007     | Tippeligaen    | 19        | 1         | 4     | 1    | 0          | 0          | 23       | 2        |
| Aalesund       | 2008     | Tippeligaen    | 26        | 4         | 3     | 1    | 0          | 0          | 29       | 5        |
| Aalesund       | 2009     | Tippeligaen    | 27        | 2         | 5     | 1    | 0          | 0          | 32       | 3        |
| Aalesund       | 2010     | Tippeligaen    | 25        | 0         | 1     | 0    | 2          | 0          | 28       | 0        |
| Aalesund       | 2011     | Tippeligaen    | 15        | 1         | 3     | 0    | 4          | 0          | 22       | 1        |
| Aalesund       | Összesen | Összesen       | 112       | 8         | 16    | 3    | 6          | 0          | 134      | 11       |
| Crystal Palace | 2011–12  | Championship   | 39        | 2         | 6     | 0    | —          | —          | 45       | 2        |
| Crystal Palace | 2012–13  | Championship   | 38        | 0         | 1     | 0    | —          | —          | 39       | 0        |
| Crystal Palace | 2013–14  | Premier League | 15        | 0         | 2     | 0    | —          | —          | 17       | 0        |
| Crystal Palace | Összesen | Összesen       | 92        | 2         | 9     | 0    | 0          | 0          | 101      | 2        |
| Ipswich Town   | 2014–15  | Championship   | 32        | 2         | 1     | 0    | —          | —          | 33       | 2        |
| Ipswich Town   | 2015–16  | Championship   | 9         | 1         | 1     | 0    | —          | —          | 10       | 1        |
| Ipswich Town   | Összesen | Összesen       | 41        | 3         | 2     | 0    | 0          | 0          | 43       | 3        |
| Strømsgodset   | 2016     | Tippeligaen    | 26        | 2         | 2     | 0    | 2          | 0          | 30       | 2        |
| Strømsgodset   | 2017     | Eliteserien    | 28        | 1         | 1     | 0    | —          | —          | 29       | 1        |
| Strømsgodset   | 2018     | Eliteserien    | 27        | 1         | 5     | 0    | —          | —          | 32       | 1        |
| Strømsgodset   | 2019     | Eliteserien    | 11        | 0         | 0     | 0    | —          | —          | 11       | 0        |
| Strømsgodset   | 2020     | Eliteserien    | 4         | 0         | 0     | 0    | —          | —          | 4        | 0        |
| Strømsgodset   | 2021     | Eliteserien    | 18        | 0         | 0     | 0    | —          | —          | 18       | 0        |
| Strømsgodset   | Összesen | Összesen       | 114       | 4         | 8     | 0    | 2          | 0          | 124      | 4        |
| Összesen       | Összesen | Összesen       | 370       | 17        | 36    | 3    | 10         | 0          | 416      | 20       |

## Sikerei, díjai
Aalesund
- Norvég Kupa
  - Győztes (1): 2009

## Fordítás
Ez a szócikk részben vagy egészben  a   Jonathan Parr című angol Wikipédia-szócikk fordításán alapul.  Az eredeti cikk szerkesztőit annak laptörténete sorolja fel. Ez a jelzés csupán a megfogalmazás eredetét és a szerzői jogokat jelzi, nem szolgál a cikkben szereplő információk forrásmegjelöléseként.